# مهدی‌آباد (بهادران)
مهدی‌آباد روستایی  زیبا در دهستان بهادران بخش مرکزی شهرستان مهریز استان یزد ایران می باشد.

## جمعیت
بر پایه سرشماری عمومی نفوس و مسکن در سال ۱۳۹۵ جمعیت این روستا ۵۹۹ نفر (۱۷۲خانوار) بوده‌است.